# Thủ tướng Mông Cổ
Thủ tướng Mông Cổ (tiếng Mông Cổ: Монгол Улсын Ерөнхий Сайд, đã Latinh hoá: Mongol Ulsyn Yerönkhii Said) là người đứng đầu chính phủ của Mông Cổ. Thủ tướng do Đại Khural Quốc gia bầu, bãi nhiệm thông qua bỏ phiếu bất tín nhiệm.
Thủ tướng đương nhiệm là Luvsannamsrain Oyun-Erdene, nhậm chức vào ngày 27 tháng 1 năm 2021 sau khi người tiền nhiệm Ukhnaagiin Khürelsükh từ chức vào ngày 22 tháng 1 năm 2021.

## Nhiệm vụ và quyền hạn
Thủ tướng có quyền bổ nhiệm, miễn nhiệm các bộ trưởng và bổ nhiệm tỉnh trưởng của các tỉnh của Mông Cổ và thống đốc thủ đô Ulaanbaatar.

## Lịch sử
Chức vụ thủ tướng được Đại hãn quốc Mông Cổ thành lập vào năm 1912, ngay sau khi Ngoại Mông tuyên bố độc lập khỏi nhà Thanh. Nhà nước mới không được nhiều công nhận và nhanh chóng bị lực lượng Trung Hoa Dân Quốc tái chiếm. Khi Mông Cổ tuyên bố độc lập lần thứ hai vào năm 1921, chức vụ thủ tướng do Đảng Cách mạng Nhân dân Mông Cổ nắm giữ. Năm 1924, Cộng hòa Nhân dân Mông Cổ được thành lập và chức vụ thủ tướng bị thay thế bằng chức vụ chủ tịch Hội đồng Dân uỷ. Năm 1946, chức vụ được đổi tên thành chủ tịch Hội đồng Bộ trưởng. Chức danh thủ tướng được khôi phục vào năm 1990, khi Đảng Cách mạng Nhân dân từ bỏ chính quyền. Mặc dù chức vụ đã có nhiều tên gọi, nhưng chính phủ Mông Cổ hiện tại công nhận chức vụ thủ tướng đã tồn tại từ năm 1912 và coi tất cả những người giữ chức vụ là thủ tướng.
Có một số nhầm lẫn về thủ tướng đầu tiên. Một Lạt-ma tên là Tseren giữ chức vụ "Thủ tướng" trong một chính phủ lâm thời, và đôi khi được trích dẫn là người nắm giữ chức vụ thủ tướng đầu tiên. Tuy nhiên, chính phủ Mông Cổ coi Töss-Ochiryn Namnansüren, người giữ chức vụ chính thức đầu tiên, là thủ tướng đầu tiên. Cũng có một số bất đồng về tư cách của Tsengeltiin Jigjidjav, một số người coi ông chỉ là quyền thủ tướng, trong khi Chính phủ Mông Cổ có quan điểm rằng ông là thủ tướng.

## Danh sách thủ tướng Mông Cổ từ năm 1992
Đảng Cách mạng Nhân dân & Đảng Nhân dân
      
      Đảng Dân chủ
| №                                                                         | Hình ảnh                    | Họ tên                           | Nhiệm kỳ             | Nhiệm kỳ             | Nhiệm kỳ                     | Bầu cử                                                  | Đảng phái                                       |
| №                                                                         | Hình ảnh                    | Họ tên                           | Nhậm chức            | Mãn nhiệm            | Thời gian đương nhiệm (ngày) | Bầu cử                                                  | Đảng phái                                       |
| ------------------------------------------------------------------------- | --------------------------- | -------------------------------- | -------------------- | -------------------- | ---------------------------- | ------------------------------------------------------- | ----------------------------------------------- |
| 1                                                                         |                             | Puntsagiin Jasrai                | 21 tháng 7 năm 1992  | 19 tháng 7 năm 1996  | 1459                         | 1992 — 56.90%                                           | Đảng Nhân dân                                   |
| 2                                                                         |                             | Mendsaikhany Enkhsaikhan         | 19 tháng 7 năm 1996  | 23 tháng 4 năm 1998  | 643                          | 1996 — 47.00%                                           | Đảng Dân chủ                                    |
| 3                                                                         |                             | Tsakhiagiin Elbegdorj (1st term) | 23 tháng 4 năm 1998  | 9 tháng 12 năm 1998  | 230                          | Đại Khural Quốc gia                                     | Đảng Dân chủ                                    |
| 4                                                                         |                             | Janlavyn Narantsatsralt          | 9 tháng 12 năm 1998  | 22 tháng 7 năm 1999  | 225                          | Đại Khural Quốc gia                                     | Đảng Dân chủ                                    |
| Trong khoảng thời gian này, Nyam-Osoryn Tuyaa là Thủ tướng tạm thời.      |                             |                                  |                      |                      |                              |                                                         |                                                 |
| 5                                                                         |                             | Rinchinnyamyn Amarjargal         | 30 tháng 7 năm 1999  | 26 tháng 7 năm 2000  | 362                          | Đại Khural Quốc gia                                     | Đảng Dân chủ                                    |
| 6                                                                         |                             | Nambaryn Enkhbayar               | 26 tháng 7 năm 2000  | 20 tháng 8 năm 2004  | 1486                         | 2000 — 51.60%                                           | Đảng Nhân dân                                   |
| (3)                                                                       |                             | Tsakhiagiin Elbegdorj (2nd term) | 20 tháng 8 năm 2004  | 13 tháng 1 năm 2006  | 511                          | 2004 — 44.27% (Quốc hội treo Đại Khural Quốc gia)       | Democratic Party                                |
| 7                                                                         |                             | Miyeegombyn Enkhbold             | 25 tháng 1 năm 2006  | 22 tháng 11 năm 2007 | 678                          | Đại Khural Quốc gia (Hung State Great Khural)           | Đảng Nhân dân                                   |
| 8                                                                         |                             | Sanjaagiin Bayar (1st term)      | 22 tháng 11 năm 2007 | 29 tháng 6 năm 2008  | 707                          | Đại Khural Quốc gia (Quốc hội treo Đại Khural Quốc gia) | Đảng Nhân dân                                   |
| 8                                                                         | Sanjaagiin Bayar (2nd term) | 29 tháng 6 năm 2008              | 29 tháng 10 năm 2009 | 2008 — 52.67%        | 707                          |                                                         | Đảng Nhân dân                                   |
| 9                                                                         |                             | Sükhbaataryn Batbold             | 29 tháng 10 năm 2009 | 10 tháng 8 năm 2012  | 1016                         | Đại Khural Quốc gia                                     | Đảng Nhân dân (2009-10) Đảng Nhân dân (2010-12) |
| 10                                                                        |                             | Norovyn Altankhuyag              | 10 tháng 8 năm 2012  | 5 tháng 11 năm 2014  | 817                          | 2012 — 35.32% (Quốc hội treo Đại Khural Quốc gia)       | Đảng Dân chủ                                    |
| Trong khoảng thời gian này, Dendeviin Terbishdagva là Thủ tướng tạm thời. |                             |                                  |                      |                      |                              |                                                         |                                                 |
| 11                                                                        |                             | Chimediin Saikhanbileg           | 21 tháng 11 năm 2014 | 7 tháng 7 năm 2016   | 594                          | Đại Khural Quốc gia                                     | Đảng Dân chủ                                    |
| 12                                                                        |                             | Jargaltulgyn Erdenebat           | 7 tháng 7 năm 2016   | 4 tháng 10 năm 2017  | 3263                         | 2016 — 45.69%                                           | Đảng Nhân dân                                   |
| 13                                                                        |                             | Ukhnaagiin Khürelsükh            | 4 tháng 10 năm 2017  |                      | 2809                         | Đại Khural Quốc gia                                     | Đảng Nhân dân                                   |

### Những nguyên thủ tướng còn sống
| Tên                      | Nhiệm kỳ              | Ngày sinh         |
| ------------------------ | --------------------- | ----------------- |
| Dumaagiin Sodnom         | 1984.12.12–1990.03.21 | 14 tháng 7, 1933  |
| Sharavyn Gungaadorj      | 1990.03.21–1990.09.11 | 2 tháng 5, 1935   |
| Dashiin Byambasüren      | 1990.09.11–1992.07.21 | 2 tháng 6, 1942   |
| Mendsaikhany Enkhsaikhan | 1996–1998             | 1955 (69–70 tuổi) |
| Tsakhiagiin Elbegdorj    | 1998–1999 2004–2006   | 30 tháng 3, 1963  |
| Rinchinnyamyn Amarjargal | 1999–2000             | 2 tháng 2, 1961   |
| Nambaryn Enkhbayar       | 2000–2004             | 1 tháng 6, 1958   |
| Miyeegombyn Enkhbold     | 2006–2007             | 19 tháng 7, 1964  |
| Sanjaagiin Bayar         | 2007–2009             | 4 tháng 3, 1956   |
| Sükhbaataryn Batbold     | 2009–2012             | 24 tháng 6, 1963  |
| Norovyn Altankhuyag      | 2012–2014             | 20 tháng 1, 1958  |
| Chimediin Saikhanbileg   | 2014–2016             | 17 tháng 2, 1969  |
| Jargaltulgyn Erdenebat   | 2016–2017             | 17 tháng 6, 1973  |